# محمدآباد (مرودشت)
محمدآباد (مرودشت)، روستایی از توابع بخش مرکزی شهرستان مرودشت در استان فارس ایران است.

## جمعیت
این روستا در دهستان محمدآباد و در شش کیلومتری شرق کاخهای تخت جمشید قرار دارد و در قدیم کشیک نگهبانی دروازه شرقی تخت جمشید بوده که وجه تسمیه این روستا نیز به همین دلیل است. 
براساس سرشماری مرکز آمار ایران در سال ۱۳۸۵، جمعیت آن ۱٬۰۳۸ نفر (۲۹۲خانوار) بوده است، آب و هوای بخش محمد آباد معتدل و چهار فصل میباشد.
محمد آباد دارای چشمه های جوشان و چشم انداز کوه و دشت میباشد. 